# ماسايوشي سون
ماسايوشي سون (اليابانية: 正義 正義 نظام هيبورن: Son Masayoshi، الكورية: 손정의 Son Jeong-ui ؛ من مواليد 11 أغسطس 1957) هو رجل أعمال ياباني ومستثمر من أصل كوري، وهو مؤسس ومدير تنفيذي حالي لمجموعة سوفت بنك اليابانية، الرئيس التنفيذي لشركة سوفت بنك موبايل، الرئيس الحالي لشركة «سبرنت كورب» التي يقع مقرها في الولايات المتحدة ورئيس شركة «آرم هولدينغ» في المملكة المتحدة. وفقًا لمجلة فوربس، فإن القيمة الصافية المقدرة لماسايوشي سون تبلغ 23 مليار دولار أمريكي، ما يجعله أغنى رجل في اليابان، اشتهر بأنّه صاحب أكبر خسارة مالية في التاريخ (حوالي 70 مليار ين ياباني أثناء انهيار شركة دوت كوم عام 2000). وصفته «فوربس» بأنه رجل خيري. في العام 2013 اختارته مجلة فوربس كخامس أقوى رجل أعمال في العالم من بين خمسة وأربعين شخصًا في قائمة مجلة فوربس لرجال الأعمال الأكثر نفوذا في العالم.

## حياته
قبل سفره إلى الولايات المتحدة للدراسة في عام 1973، حاول مرارًا أن يلتقي دين فوجيتا رئيس شركة ماكدونالدز اليابان المحدودة لطلب نصيحته، وعندما التقيا أخيرًا كانت نصيحة فوجيتا له هي دراسة علم الحاسوب، وبعد ما يقرب من 20 عامًا التقى الاثنان مرة أخرى وفي ذلك الوقت كان سون موزعًا رائدًا لبرامج الحاسوب في اليابان وكان رئيسًا لشركة سوفت بنك، تأثر فوجيتا بشدة عندما شكره سون على النصيحة التي قدمها لهُ قبل سنوات، وقد تخرج سون من جامعة كاليفورنيا في بيركلي عام 1980 بدرجة البكالوريوس في الاقتصاد، وأثناء وجوده في الجامعة طور مع مجموعة من الطلاب الآخرين جهاز ترجمة صوتية قادر على تحويل اليابانية إلى الإنجليزية والألمانية، وباع تلك التنقية لشركة شارب واستخدم العائدات لتأسيس سوفت بانك بعد عودته إلى اليابان عام 1981.
إن النجاح الباهر الذي حققه سون جعل البعض يُقارنه ببيل جيتس الشريك المؤسس لشركة مايكروسوفت، وموريتا أكيو رئيس شركة سوني منذ فترة طويلة؛ وسويتشيرو هوندا مؤسس شركة هوندا، ومع ذلك كان سون مختلف عن الآخرين لأنه عمل وحده في توسيع أعماله باستخدام آلية الاندماج والاستحواذ للشركات، فقد مول عمليات الدمج والاستحواذ عن طريق إصدار سندات الشركات بدلاً من الحصول على قروض من المصارف، وعرّف سون آلية عملهُ على أنها «حرب دبلوماسية» ربح فيها كل من الطرفين شركته سوفت بانك والشركة التي يسعى للإستحواذ عليها دون الدخول في مواجهة لا يربح منها أحد، ومنذ أن عرض أسهم سوفت بانك لأول مرة في السوق خارج البورصة في يوليو 1994 للحصول على رأس المال، قيل أن سون قد استثمر ما بين 3 مليارات دولار و 5 مليارات دولار في عمليات الدمج والاستحواذ لشركات عدة، وشمل ذلك شراء شركة Phoenix Publishing Systems Inc. وقسم عمليات المؤتمرات والنشر بشركة Ziff-Davis. وحصل سون حقوق الاستضافة لمعرض COMDEX وهو أكبر معرض تجاري في صناعة الحاسوب من Interface Group؛ وحصة الأغلبية في شركة كينغستون وهي شركة أمريكية لتصنيع بطاقات الذاكرة. وفي عام 1996، انضمت سوفت بانك إلى News Corporation of Australia التي كان يديرها قطب الإعلام روبرت مردوخ، في شراء حصة تبلغ 21 بالمائة من شركة أساهي الوطنية للإذاعة المحدودة وهي محطة تلفازية تجارية يابانية كبرى، ووصفت بعض وسائل الإعلام الإعلان بأنه غزو غير متوقع لرأس مال أجنبي لعالم البث الياباني، باعت سوفت بانك ونيوز كوربوريشن حصتهما في عام 1997.
في ذلك العام، بدأت سوفت بانك الاستثمار في العديد من مبادرات الإنترنت العالمية، على الرغم من خسارة ما يقدر بنحو 75 مليار ين (748 مليون دولار) في انهيار فقاعة الدوت كوم عام 2000، أنشأ سون خدمة النطاق العريض مع ياهو اليابان في العام التالي، وفي عام 2006 هندس سون عملية استحواذ سوفت بانك على شركة Vodafone KK وهي الذراع اليابانية لمجموعة الهواتف المحمولة البريطانية فودافون.